# Lucapina sowerbii
Lucapina sowerbii är en snäckart som först beskrevs av G. B. Sowerby II 1835.  Lucapina sowerbii ingår i släktet Lucapina och familjen nyckelhålssnäckor. Inga underarter finns listade i Catalogue of Life.

## Bildgalleri

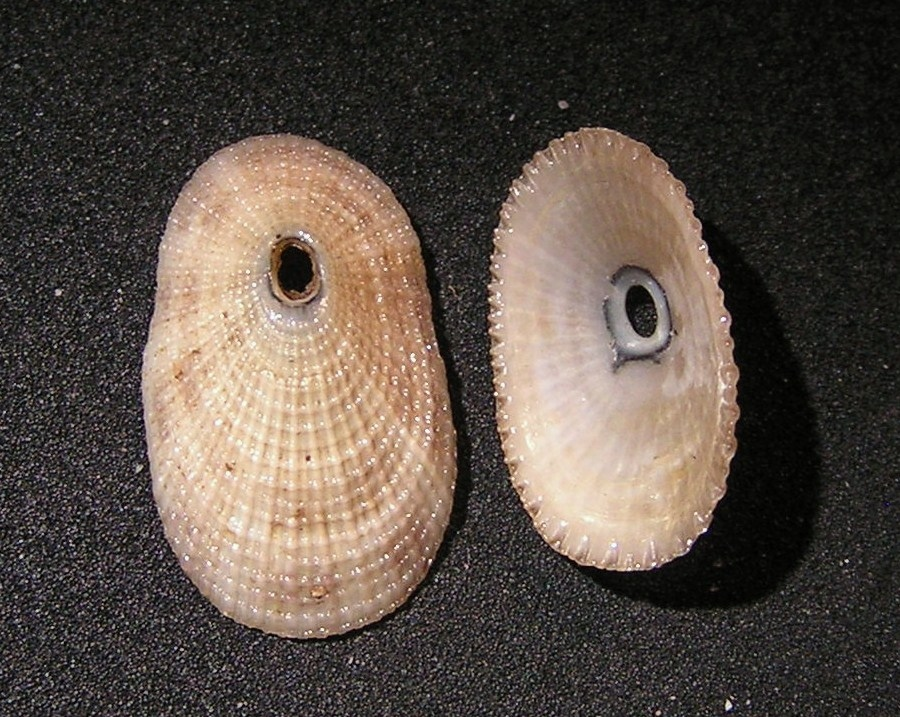